# ريتشارد كورت (سياسي)
ريتشارد كورت (بالإنجليزية: Richard Court)‏ هو دبلوماسي وسياسي أسترالي، ولد في 27 سبتمبر 1947 في أستراليا. حزبياً، نشط في الحزب الليبرالي الأسترالي. وقد انتخب مندوب المؤتمر الدستوري الأسترالي 1998 عن دائرة أستراليا الغربية وقد انضم خلال فترته النيابية (2 فبراير 1998 – 13 فبراير 1998)  للكتلة البرلمانية حكومة أستراليا الغربية وانتخب عضو الجمعية التشريعية لأستراليا الغربية عن دائرة Electoral district of Nedlands ‏ (13 مارس 1982 – 27 أبريل 2001) وانتخب Premier of Western Australia ‏ (16 فبراير 1993 – 10 فبراير 2001).